# Российская ассоциация буддистов Алмазного пути традиции Карма Кагью
Российская ассоциация буддистов Алмазного пути традиции Карма Кагью — ассоциация, созданная в 1993 году буддийскими центрами и группами России, Украины и других стран постсоветского пространства для сохранения, развития и распространения буддизма традиции Карма Кагью, а также разнообразной помощи центрам в их работе, содействия объединениям, входящим в состав Ассоциации, в осуществления права на свободу вероисповедания. На сегодняшний день в составе Ассоциации 83 центра.

## Функции
Ассоциация осуществляет объединяющие функции — расписания поездок учителей и проведение обучающих курсов, уведомление о новостях и переменах в мире Кагью, издание литературы, помощь в строительных проектах.
С выходом в октябре 1997 года нового религиозного закона, Ассоциация, как централизованная всероссийская религиозная организация, признанная традиционной на правительственном уровне, учреждает новые центры и подтверждает принадлежность уже существующих к буддийской традиции, что является основанием для их государственной регистрации.
В период с 2008 по 2018 год Ассоциация организовывала научно-практическую конференцию «Буддизм Ваджраяны в России» с периодичностью раз в два года; всего было проведено 6 конференций.

## Органы управления
Высшим органом управления ассоциации является Конференция представителей Центров. В период между Конференциями работой Ассоциации руководит Совет, сформированный Президентом Ассоциации и утверждённый конференцией. Постоянным членом Совета и Духовным Главой является Лама Оле Нидал.
Президент Ассоциации избирается на Конференции сроком на три года. В данное время президентом является Александр Койбагаров. Штаб-квартира Ассоциации и её юридический адрес находится в Санкт-Петербурге.